# Hartlaub-túzok
A Hartlaub-túzok (Lissotis hartlaubii) a madarak osztályának a túzokalakúak (Gruiformes) rendjébe, azon belül a túzokfélék (Otitidae) családjába tartozó faj. 
A magyar név forrással nincs megerősítve, lehet, hogy az angol név tükörfordítása (Hartlaub's Bustard).

## Rendszerezés
Egyes szerzők, mint például a BirdLife International (2004), az Eupodotis nemzetségbe sorolják Eupodotis hartlaubii néven.

## Előfordulása
Kelet-Afrika szavannáin és száraz bozótosaiban él. Elterjedt Etiópiában, Kenyában, Szomáliában, Szudánban, Tanzániában és Ugandában.

## Megjelenése
Nagyon hasonlít legközelebbi rokonára a feketehasú túzokra (Lissotis melanogaster), de kevésbé kontrasztos színű, inkább szürkésebb.
A hímek testhossza 60 centiméter, súlyuk 15-16 kilogramm. Háta, melle és farka fekete, testének többi része szürke.
A tojók valamivel kisebbek, fejük és nyakuk krémszínű, sötétbarna mintázattal. Hasuk fehér, farkuk világosabb, mint a hímeké.
A fiókák krémszínűek vagy fahéjbarnák, sötétebb barna pettyekkel tarkítottak.

## Életmódja
Többnyire egy helyben élő, nem vonuló faj. A Serengeti síkságon azonban január és február hónapokban és ősszel szeptember-októberben regionálisan kisebb mértékben vonulnak az állományok.
Táplálkozása, mint a túzokféléknél általában vegyes, növényi eredetű táplálékot és rovarokat egyformán fogyaszt.

## Szaporodása
Szaporodási időszaka a táplálékban bővebb esős időszakr aesik, így elterjedési területén nem egységesen költ. Etiópiában áprilisban kezdődik a szaporodási időszaka. 
Délebbre, a kelet-afrikai szavannákon kétszer is költ, az esős időszakokban januárban és júniusban, amikor a rejteket adó fű a legmagasabb.

## Fordítás
- Ez a szócikk részben vagy egészben  a   Hartlaubtrappe című német Wikipédia-szócikk ezen változatának fordításán alapul.  Az eredeti cikk szerkesztőit annak laptörténete sorolja fel. Ez a jelzés csupán a megfogalmazás eredetét és a szerzői jogokat jelzi, nem szolgál a cikkben szereplő információk forrásmegjelöléseként.